# Hunterstonfibel
Die Hunterstonfibel (englisch Hunterston brooch) ist eine keltische Fibel des „pseudo-penannularen“ Typs, die 1826 oder 1830 in der Nähe von Hunterston, in North Ayrshire in Schottland bei der Aushebung von Gräben am Fuße des Goldenberry Hills gefunden wurde. Sie befindet sich im National Museum of Scotland, in Edinburgh.
Die Hunterstonfibel wurde in den ersten Jahrzehnten des 8. Jahrhunderts aus Silber hergestellt, mit Bernsteinstücken (die meisten fehlen) besetzt und mit verschlungenen Tierkörpern aus Goldfiligran geschmückt. Der Durchmesser des Ringes beträgt 12,2 cm. In seiner Mitte befinden sich ein Kreuz und eine goldene Aureole, die den auferstandenen Christus darstellen, umgeben von kleinen Vogelköpfen. Der abgebrochene Stift, der zum Befestigen erforderlich war; kann sich um den Ring herum bis zu den Klemmen frei bewegen. Er ist 13,1 cm lang, war aber ursprünglich mindestens 15 cm lang.

Hunterstonfibel
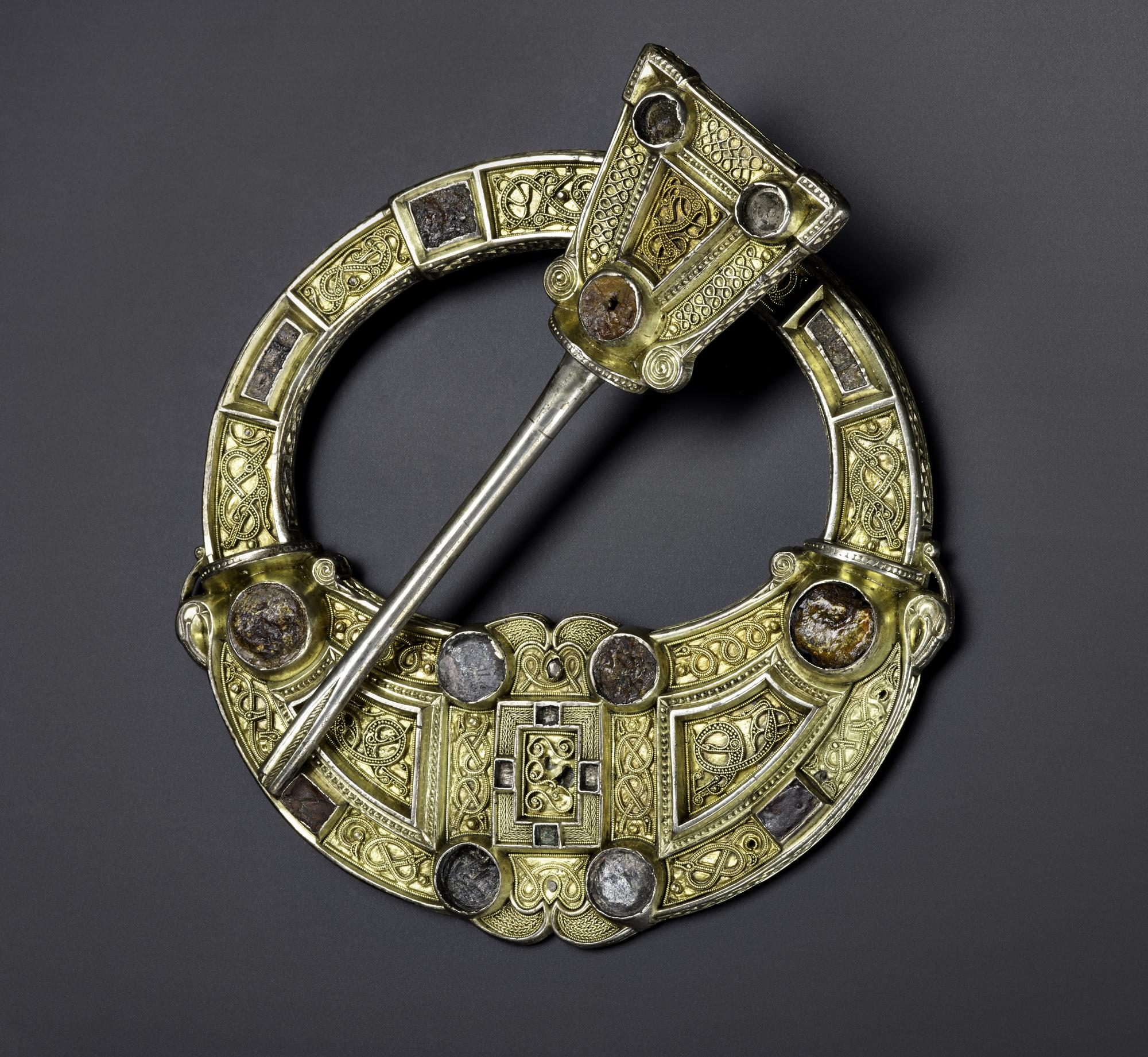
Vorderseite
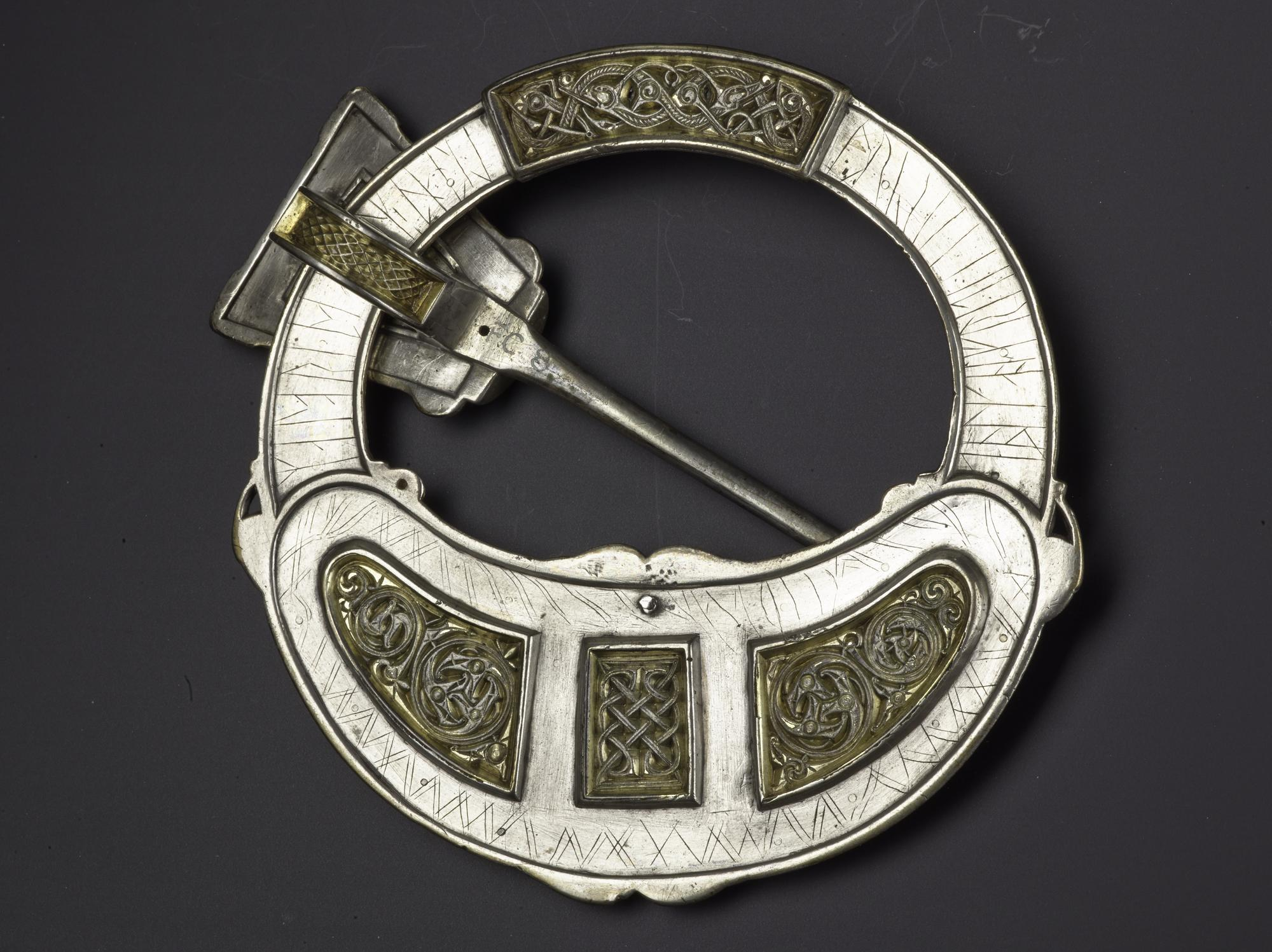
Rückseite
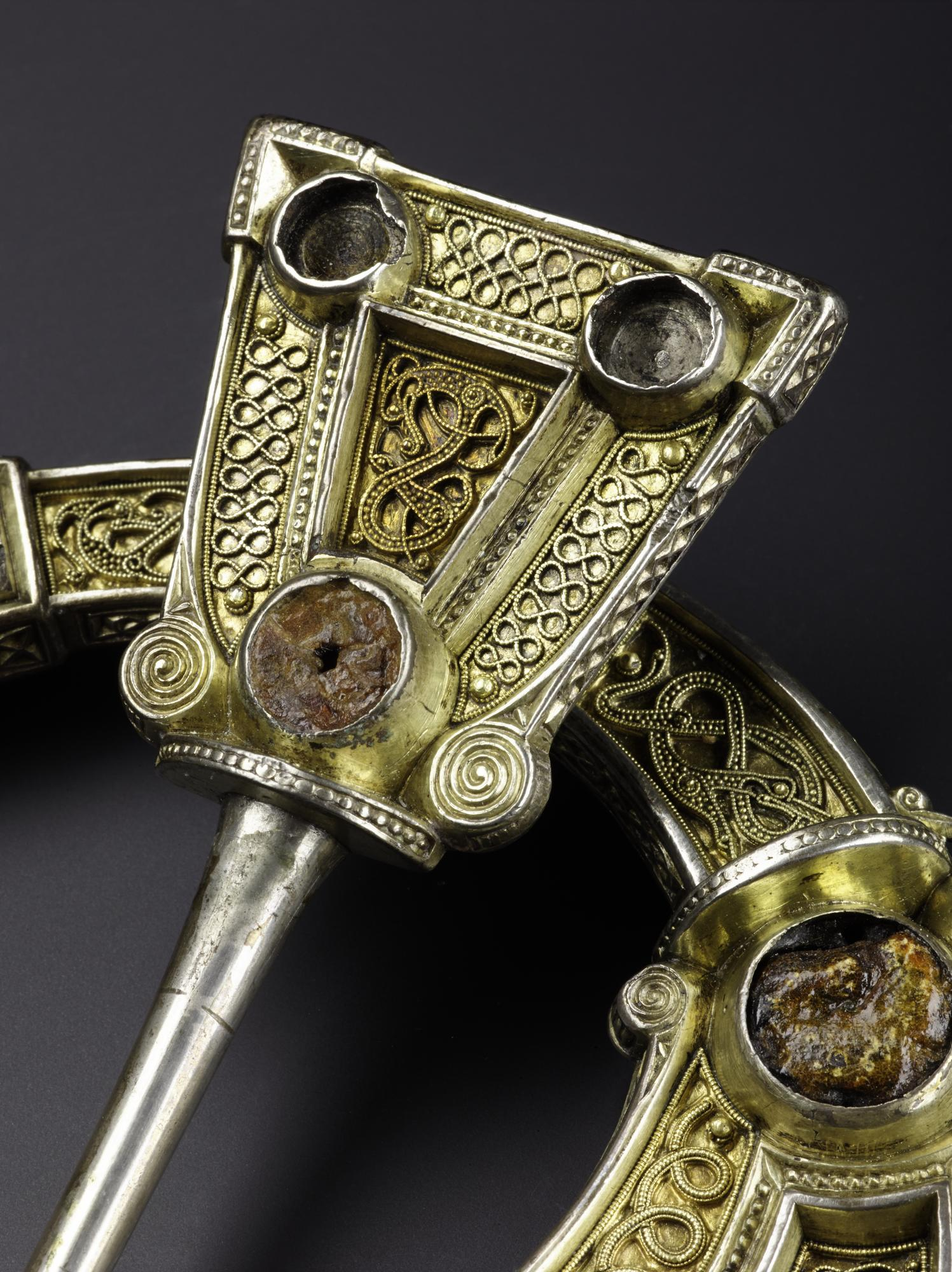
Detail des Nadelkopfes

Die Fibel wurde möglicherweise in Dunadd in Argyll and Bute hergestellt, obwohl sie eher nach Irland passt, da ihre Pseudo-Penannular-Form für irische Fibeln typisch ist, während die Penannular-Form bei piktischen Fibeln üblich ist. Lloyd (geb. 1944) und Jennifer Laing glauben, dass sie in Dalriada gemacht wurde. Das Museum of Scotland sagt: „Der Stil der Fibel hat irische Parallelen, während das Filigran an englische Metallarbeiten erinnert.“ Andererseits ist ihr Stil mit einem Fragment einer 1860 in Dunbeath gefundenen Penannularfibel vergleichbar, die wahrscheinlich in Schottland hergestellt wurde. Die mobilen Handwerker haben möglicherweise beliebte lokale Formen benutzt.
Die Fibel hat eine komplexe Gestaltung, die typisch für die aufwendigen irischen Fibeln ist. Filigrane Platten wurden separat auf Goldschalen erstellt, die dann in den Hauptkörper aus vergoldetem Silber eingesetzt wurden. Auf der Rückseite wurden auch vier Tafeln aus Silbervergoldung eingefügt. Wie bei der Tara-Fibel verwendet die Verzierung auf der Rückseite ältere krummlinige „keltische Motive“, die auf die inselkeltische Dekoration im Latènestil zurückgehen, die bei der Hunterstonfibel auch auf der Vorderseite erscheinen.
Die Rückseite der Fibel ist mit einer zerkratzten Runeninschrift wahrscheinlich aus dem 10. Jahrhundert versehen: „Melbrigda besitzt diese Fibel“. Maél Brigda (deutsch Anhänger der Bridgit) ist ein gebräuchlicher gälischer weiblicher Name (der keltischen Göttin), der in manchen Quellen als männlich angesehen wird. Späte Besitzinschriften sind auf keltischen Fibeln nicht ungewöhnlich. Die Hunterston-Fibel ist ein Objekt von hohem Rang, das auf die Macht und das Ansehen ihres Besitzers hinweist. Mit der Tara-Fibel in Dublin und der Londesborough-Fibel im Britischen Museum gilt sie als eine der schönsten von über 50 hochentwickelten keltischen Fibeln, die überlebten, und ist vermutlich die älteste der reich verzierten Fibeln aus Großbritannien und Irland.